# وادي الخرجة

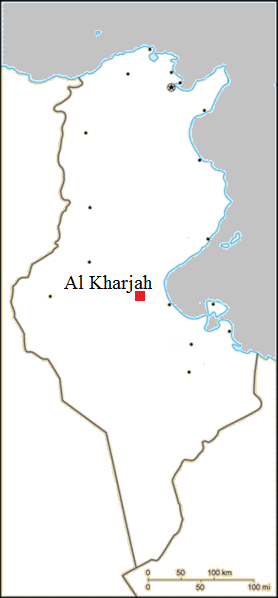
خريطة توضح وادي الخرجة، تونس.

وادي الخرجة هو وادي في ولاية قابس، تونس.
يُعرف الوادي أيضًا باسم وادي بني عيسى، ويقع عند النقطة 33 ° 48'0 «شمالا و 9 ° 46'60» شرقًا. على ارتفاع 55-61 متر فوق مستوى سطح البحر. الاستخدام السائد للأراضي هو الزراع الرعوية والرحل.